# Крупичполе
Крупи́чполе (укр. Крупичполе) — село, Ичнянская городская община, Прилукский район, Черниговская область, Украина.
Код КОАТУУ — 7421786001. Население по переписи 2001 года составляло 781 человек.

## Географическое положение
Село Крупичполе находится на берегах реки Удай (в основном на правом берегу), выше по течению на расстоянии в 3 км расположено село Довбни, ниже по течению на расстоянии в 1 км расположено село Сваричевка. Через село проходит автомобильная дорога Т-2524.

## История
- Вблизи села Крупичполе есть курганы эпохи бронзы (II тысячелетие до н. э.).
- Село Крупичполе основано в первой половине XVIII века.

## Экономика
- «Крупычполе», сельскохозяйственный кооператив.

## Объекты социальной сферы
- Школа.
- 2 школы I ст.
- Детский сад.
- Дом культуры.
- Больница.

## Достопримечательности
- Братская могила советских воинов.